# League of Ireland 1989/90
Die League of Ireland 1989/90 war die 69. Spielzeit der höchsten irischen Fußballliga. Titelverteidiger war Derry City.
St Patrick’s Athletic gewann seine vierte Meisterschaft, und die erste seit 1956.

## Modus
Die zwölf Mannschaften spielten jeweils dreimal gegeneinander. Damit absolvierte jedes Team im Verlauf der Saison 33 Spiele. Die beiden letzten Vereine stiegen in die First Division ab.

## Abschlusstabelle
| Pl. | Verein                            | Sp. | S  | U  | N  | Tore    | Diff. | Punkte |
| --- | --------------------------------- | --- | -- | -- | -- | ------- | ----- | ------ |
| 1.  | St Patrick’s Athletic             | 33  | 22 | 8  | 3  | 051:220 | +29   | 52:14  |
| 2.  | Derry City (M, P)                 | 33  | 20 | 9  | 4  | 072:180 | +54   | 49:17  |
| 3.  | Dundalk FC                        | 33  | 17 | 8  | 8  | 050:260 | +24   | 42:24  |
| 4.  | Shamrock Rovers                   | 33  | 16 | 8  | 9  | 045:370 | +8    | 40:26  |
| 5.  | Cork City                         | 33  | 14 | 9  | 10 | 035:240 | +11   | 37:29  |
| 6.  | Bohemians Dublin                  | 33  | 14 | 7  | 12 | 035:320 | +3    | 35:31  |
| 7.  | Shelbourne FC                     | 33  | 10 | 13 | 10 | 039:390 | ±0    | 33:33  |
| 8.  | Galway United                     | 33  | 10 | 9  | 14 | 039:610 | −22   | 29:37  |
| 9.  | Limerick City                     | 33  | 7  | 8  | 18 | 028:500 | −22   | 22:44  |
| 10. | Athlone Town                      | 33  | 5  | 12 | 16 | 028:530 | −25   | 22:44  |
| 11. | Drogheda United (N)               | 33  | 5  | 8  | 20 | 020:440 | −24   | 18:48  |
| 12. | University College Dublin AFC (N) | 33  | 6  | 5  | 22 | 025:610 | −36   | 17:49  |

Platzierungskriterien: 1. Punkte – 2. Tordifferenz – 3. geschossene Tore

| (M) | Amtierender irischer Meister         |
| (P) | Amtierender irischer Pokalsieger     |
| (N) | Neuaufsteiger aus der First Division |

## Kreuztabelle
| Hinrunde (Runden 1–22) | Hinrunde (Runden 1–22) | Hinrunde (Runden 1–22) | Hinrunde (Runden 1–22) | Hinrunde (Runden 1–22) | Hinrunde (Runden 1–22) | Hinrunde (Runden 1–22) | Hinrunde (Runden 1–22) | Hinrunde (Runden 1–22) | Hinrunde (Runden 1–22) | Hinrunde (Runden 1–22) | Hinrunde (Runden 1–22)        | 1989/90                       | Rückrunde (Runden 23–33) | Rückrunde (Runden 23–33) | Rückrunde (Runden 23–33) | Rückrunde (Runden 23–33) | Rückrunde (Runden 23–33) | Rückrunde (Runden 23–33) | Rückrunde (Runden 23–33) | Rückrunde (Runden 23–33) | Rückrunde (Runden 23–33) | Rückrunde (Runden 23–33) | Rückrunde (Runden 23–33) | Rückrunde (Runden 23–33)      |
| ---------------------- | ---------------------- | ---------------------- | ---------------------- | ---------------------- | ---------------------- | ---------------------- | ---------------------- | ---------------------- | ---------------------- | ---------------------- | ----------------------------- | ----------------------------- | ------------------------ | ------------------------ | ------------------------ | ------------------------ | ------------------------ | ------------------------ | ------------------------ | ------------------------ | ------------------------ | ------------------------ | ------------------------ | ----------------------------- |
| St Patrick’s Athletic  | Derry City             | Dundalk FC             | Shamrock Rovers        | Cork City              | Bohemians Dublin       | Shelbourne FC          | Galway United          | Limerick FC            | Athlone Town           | Drogheda United        | University College Dublin AFC | Verein                        | St Patrick’s Athletic    | Derry City               | Dundalk FC               | Shamrock Rovers          | Cork City                | Bohemians Dublin         | Shelbourne FC            | Galway United            | Limerick FC              | Athlone Town             | Drogheda United          | University College Dublin AFC |
|                        | 2:0                    | 2:1                    | 0:3                    | 1:0                    | 1:0                    | 1:0                    | 3:2                    | 2:1                    | 2:1                    | 2:1                    | 1:0                           | St Patrick’s Athletic         |                          | 1:1                      | 0:0                      | 3:1                      | –                        | 0:0                      | –                        | –                        | –                        | 1:1                      | –                        | 4:0                           |
| 0:1                    |                        | 0:0                    | 5:0                    | 2:0                    | 1:0                    | 1:0                    | 9:1                    | 2:0                    | 6:1                    | 2:0                    | 2:0                           | Derry City                    | –                        |                          | –                        | 1:1                      | –                        | –                        | 1:1                      | 3:0                      | 7:0                      | –                        | 2:2                      | 3:0                           |
| 2:1                    | 0:2                    |                        | 1:0                    | 1:2                    | 1:1                    | 4:3                    | 3:0                    | 4:0                    | 2:0                    | 1:0                    | 5:0                           | Dundalk FC                    | –                        | 1:3                      |                          | 1:2                      | 0:0                      | –                        | –                        | –                        | 0:1                      | 3:2                      | 3:1                      | –                             |
| 1:1                    | 1:1                    | 0:0                    |                        | 0:1                    | 3:1                    | 1:4                    | 1:1                    | 0:1                    | 2:0                    | 2:1                    | 2:1                           | Shamrock Rovers               | –                        | –                        | –                        |                          | 0:0                      | 2:1                      | 2:3                      | 1:1                      | 2:1                      | –                        | –                        | 1:0                           |
| 0:3                    | 0:0                    | 0:1                    | 1:1                    |                        | 0:2                    | 0:1                    | 0:0                    | 2:1                    | 2:0                    | 1:1                    | 2:0                           | Cork City                     | 0:1                      | 2:0                      | –                        | –                        |                          | 1:0                      | 4:0                      | –                        | –                        | –                        | 2:0                      | –                             |
| 1:2                    | 1:3                    | 0:2                    | 1:2                    | 0:0                    |                        | 1:0                    | 1:0                    | 2:1                    | 2:1                    | 4:0                    | 3:0                           | Bohemians Dublin              | –                        | 0:0                      | 1:0                      | –                        | –                        |                          | –                        | –                        | 0:0                      | 1:0                      | –                        | 1:2                           |
| 1:1                    | 0:0                    | 0:0                    | 1:3                    | 0:1                    | 0:0                    |                        | 1:0                    | 2:0                    | 1:1                    | 2:0                    | 1:1                           | Shelbourne FC                 | 0:3                      | –                        | 0:4                      | –                        | –                        | 0:2                      |                          | 4:0                      | –                        | 1:1                      | –                        | –                             |
| 2:2                    | 0:6                    | 1:0                    | 1:2                    | 2:1                    | 2:3                    | 1:4                    |                        | 3:0                    | 2:1                    | 2:0                    | 2:0                           | Galway United                 | 1:1                      | –                        | 1:1                      | –                        | 1:1                      | 1:2                      | –                        |                          | –                        | 3:1                      | 2:1                      | –                             |
| 0:1                    | 1:2                    | 0:1                    | 0:1                    | 2:1                    | 0:1                    | 0:0                    | 4:0                    |                        | 2:2                    | 0:0                    | 3:1                           | Limerick FC                   | 0:3                      | –                        | –                        | –                        | 1:3                      | –                        | 2:0                      | 1:1                      |                          | –                        | 1:1                      | –                             |
| 1:0                    | 0:3                    | 0:1                    | 0:3                    | 0:0                    | 1:1                    | 1:1                    | 3:3                    | 3:2                    |                        | 1:1                    | 1:1                           | Athlone Town                  | –                        | 0:1                      | –                        | 0:1                      | 0:4                      | –                        | –                        | –                        | 0:0                      |                          | –                        | 2:1                           |
| 0:1                    | 2:0                    | 0:1                    | 2:1                    | 0:1                    | 0:1                    | 1:1                    | 0:2                    | 1:0                    | 0:0                    |                        | 1:0                           | Drogheda United               | 0:2                      | –                        | –                        | 1:0                      | –                        | 1:2                      | 2:2                      | –                        | –                        | 0:1                      |                          | –                             |
| 1:2                    | 0:3                    | 3:3                    | 1:3                    | 2:1                    | 3:1                    | 1:2                    | 0:1                    | 1:2                    | 0:2                    | 1:0                    |                               | University College Dublin AFC | –                        | –                        | 0:3                      | –                        | 1:2                      | –                        | 1:1                      | 1:0                      | 1:1                      | –                        | 1:0                      |                               |